# Protasius von Mailand

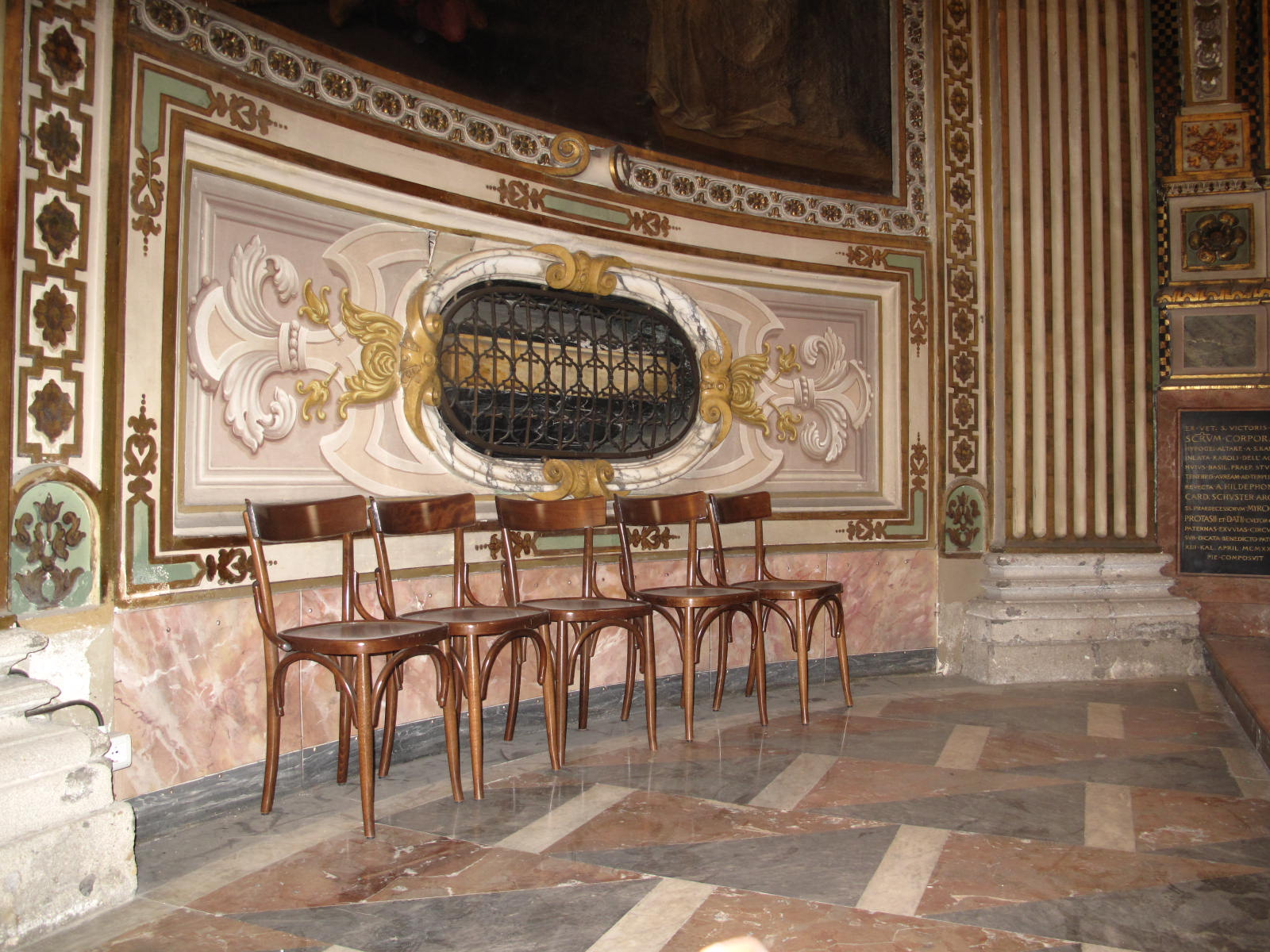
Reliquiengrab des Protasius in San Vittore al Corpo

Protasius war der Überlieferung zufolge der 9. Bischof von Mailand. Er amtierte von etwa 328 bis zu seinem Tod um 344. Auf dem Konzil von Serdica unterstützte er Athanasius gegen den Arianismus, den die Kaiser Constantius II. und Constans förderten.
Sein Reliquiengrab ist in der Kirche San Vittore al Corpo in Mailand. Sein liturgischer Gedenktag ist der 24. November.